# Apomys musculus
Apomys musculus  (Miller, 1911) è un roditore della famiglia dei Muridi diffuso nelle Filippine.

## Descrizione

### Dimensioni
Roditore di piccole dimensioni, con la lunghezza della testa e del corpo tra 76 e 124 mm, la lunghezza della coda tra 96 e 133 mm, la lunghezza del piede tra 23 e 26 mm, la lunghezza delle orecchie tra 16 e 18 mm e un peso fino a 25 g.

### Aspetto
Le parti superiori sono giallo-brunastre, cosparse di peli nerastri sul dorso e più chiare sui fianchi, mentre le parti inferiori sono rosso-giallastre. Il muso è grigiastro. I piedi sono grigio-giallastri. La coda è più lunga della testa e del corpo, brunastra sopra, biancastra sotto e con un leggero ciuffetto all'estremità. Il cariotipo è 2n=42 FN=52.

## Biologia

### Comportamento
È una specie terricola e notturna, talvolta diurna durante il periodo delle piogge.

### Alimentazione
Si nutre al suolo di insetti e altri invertebrati, vermi e semi.

## Distribuzione e habitat
Questa specie è diffusa sulle isole di Luzon e Mindoro, nelle Filippine.
Vive nelle foreste montane primarie e secondarie, nelle foreste muschiose e talvolta nelle boscaglie e nei prati tra 1.500 e 2.690 metri di altitudine.

## Conservazione
La IUCN Red List, considerato il vasto areale, la relativa abbondanza e la presenza in diverse aree protette, classifica A.musculus come specie a rischio minimo (Least Concern).